# Rhabdastrella oxytoxa
Rhabdastrella oxytoxa är en svampdjursart som först beskrevs av Thomas 1973.  Rhabdastrella oxytoxa ingår i släktet Rhabdastrella och familjen Ancorinidae.
Artens utbredningsområde är Seychellerna. Inga underarter finns listade i Catalogue of Life.